# قصص مدهشة (مسلسل)
قصص مدهشة (Amazing Stories)هو مسلسل تلفزيوني أمريكي يجمع بين الرعب والفنتازيا والخيال العلمي وهو من ابتكار المخرج ستيفن سبيلبيرغ الذي أخرجه أيضا بالاشتراك مع عدة مخرجين تناوبوا على إخراج الحلقات، وبث المسلسل على شاشة قناة NBC الأمريكية من (العام 1985 إلى عام 1987) وترشح ل12 جائزة من جوائز إيمي وفاز بخمسة منها.

## روابط خارجية
- قصص مدهشة على موقع IMDb (الإنجليزية)
- قصص مدهشة على موقع ميتاكريتيك (الإنجليزية)
- قصص مدهشة على موقع روتن توميتوز (الإنجليزية)
- قصص مدهشة على موقع نتفليكس (الإنجليزية)
- قصص مدهشة على موقع ألو سيني (الفرنسية)
- قصص مدهشة على موقع كينوبويسك (الروسية)
- قصص مدهشة على موقع ألو سيني (الفرنسية)
- قصص مدهشة على موقع قاعدة بيانات الفيلم (الإنجليزية)